# Hafthar
Hafthar (persiska: هفتهر) är en ort i Iran.   Den ligger i provinsen Yazd, i den centrala delen av landet, 400 km söder om huvudstaden Teheran. Hafthar ligger 1 856 meter över havet och antalet invånare är 288.
Terrängen runt Hafthar är kuperad. Runt Hafthar är det mycket glesbefolkat, med 3 invånare per kvadratkilometer. Närmaste större samhälle är Khavāş Kūh, 17,3 km öster om Hafthar. Trakten runt Hafthar är ofruktbar med lite eller ingen växtlighet.